# Эмболофразия
Эмболофразия (эмбололалия) — явление, связанное с затруднениями при речи.
Выражено в добавлении лишних, не имеющих отношения к смыслу фразы, звуков и слов (эмбол), таких, как «а», «э», «ну», «это» и т. д. Нередко встречается при заикании, также возможно в случае заминок (в этом случае может переходить в «слова-паразиты»).
При заикании речевые эмболы являются приспособительными элементами, позволяющими сгладить речь. При афазии речевые эмболы являются остаточными проявлениями речи и обычно являются словами или фразами, произнесёнными в момент инсульта или иных повреждений речевых отделов коры головного мозга.